# Asplenium × tenuivarians
Asplenium × tenuivarians là một loài dương xỉ trong họ Aspleniaceae. Loài này được Z.R.Wang mô tả khoa học đầu tiên năm 2003.
Danh pháp khoa học của loài này chưa được làm sáng tỏ. 